# Les Voleurs de la nuit
Les Voleurs de la nuit è un film del 1984 diretto da Samuel Fuller e presentato al Festival di Berlino 1984. La sceneggiatura è basata sul romanzo di Olivier Beer Le Chant des enfants morts (1978).